# だましゑ歌麿
『だましゑ歌麿』（だましえうたまろ）は、高橋克彦による日本の時代・推理小説、及びそれを原作とした2009年9月12日放映のテレビドラマ。
『オール讀物』（文藝春秋）2011年11月号に掲載された続編「さやゑ歌麿」もテレビドラマ化され、2012年9月15日に放映された。さらにドラマのために新作「かげゑ歌麿」が書き下ろされて2012年11月号に掲載され、2013年7月27日に放送された。2013年6月号にはさらなる続編「判じゑ歌麿」が掲載された。2014年9月6日にはシリーズ第4弾となる『だましゑ歌麿IV』が放送された。
なお、だましゑシリーズは作品ごとに主人公が変わっている。

## あらすじ
寛政2年（1790年）8月20日の夜、江戸が大嵐による高波に襲われ、当代の人気絵師・喜多川歌麿の妻・おりよが惨殺される。
調査を始めた南町奉行所の同心・仙波は、現場で髑髏の根付が付いた印籠を見つけ、犯人はそこそこ身分の高い人物であろうと推測するが、証拠が残っているはずの歌麿の家は早々と取り壊され、上からも調査をやめろと釘を刺される。しかし諦めきれない仙波は密かに調べを続ける。そして、世間体を慮って妻の死を“病死”と届け出、栃木の田舎で静養していた歌麿も、妻の仇を取らんと水面下で動いていた。
そんな中、呉服屋、小間物問屋、菓子屋と続けて押し込み強盗が入り、駆け付けた火附盗賊改が蔵を検分し、数々の贅沢品が見つかる。いつもならお目こぼしもあり得る町奉行所も、火附盗賊改に先に駆けつけられては温情も出せない。禁令前に購入したものであるにもかかわらず、見つかった贅沢品は残らず押収され、見せしめに燃やされるなど、奉行所の行いは傷口に塩を塗り込むような悪行と非難を浴びる。
事件の裏に見え隠れするのは、倹約を強要する時の老中・松平定信、定信に取り入ろうとしていると評判の火附盗賊改の頭・長谷川平蔵、奉行は既に定信に取り込まれており信用できない。真相に気付いた仙波はとんでもない方法を画策する。

## 登場人物

### 町奉行
仙波一之進
1作目の主人公。南町奉行所の同心。36、7歳。どんな時でも黒足袋に草履を履いている。
松平定信の緊縮政策に忠実に従っているに過ぎないが、「千に一つの目こぼしがない」と恐れられ、名前と掛けて「千一」というあだ名で呼ばれる。おりよ殺害事件に関わっていく内に、改革の本質に疑問を持ち、それに従って厳しく取り締まりをする自分にも嫌気が差すようになる。
菊弥
仙波が使っている小者。24歳。
安井才蔵
仙波の同輩。仙波にいろいろ借りがある。呑気な性格。義兄（妻の兄）は北町奉行に務めている。
佐野平太郎
南町奉行所与力。仙波の上役。おりよの事件はもう調べるなと仙波に釘を刺す。その後も何かと仙波の動きを阻止するような指示を出す。
池田長恵
南町奉行。
初鹿野信興
北町奉行。頑迷で融通の利かない人物。老中が改革を断行する前から奉行を務めている。

### 市井の人々
喜多川歌麿
狂歌本や一枚絵を描く絵師。世間の評判も高まりつつあるが、生真面目さが絵にも現れ、艶っぽさに欠けていた。旅先の江ノ島で大水の報を聞く。
世間体と愛妻のおりよを慮って、奉行所に病死と届け出てしまった。妻を亡くして以来、すっかり絵を描けなくなってしまうが、栃木の田舎で休養した後、吉原遊女の日常を描く作品を次々と発表し、画風をがらりと変えた。
おりよ
歌麿の妻。大水の晩に何者かに襲われ亡くなる。出自をあまり話さなかったが、歌麿と出会った時に秋田藩の屋敷で腰元奉公をしていたことから、そこそこ名のある人物の妾腹であると仙波は推測する。
平沢常富
秋田藩留守居役。「朋誠堂喜三二」の名で洒落本を、「手柄岡持」の名で狂歌を手がけ、歌麿と親しい。
笹屋五兵衛
もぐさを商っている。昔から歌麿が懇意にしている。商人にしては目つきが鋭く、貫禄もある。
おこう
柳橋の芸者。23,4歳。切れ長の目が艶っぽい。仙波に惚れる。
蔦屋重三郎
江戸一番の版元。歌麿より3,4歳年上。禁令の裏を掻くような京伝の作品を出版し、身代半減の過料を受ける。
仙波左門
仙波の父親。隠居老人。「奉行所は民を守るためのもの、同心の主は将軍や老中でなく民である」との考えを仙波に託し、己を貫けと助言する。槍の名手。
お光
仙波の屋敷に手伝いに通う女。禁令で代々の形見さえも押収されやしないかと怯えと怒りを感じている。
春朗
勝川派を破門された絵師。32歳。蔦屋に、いずれ歌麿に並ぶと見込まれている。風景画を得意とするが、名を広めるために美人画に挑む。後の北斎。

### 火附盗賊改
長谷川平蔵
火附盗賊改（無宿人や火附け、盗賊の取締りが役目）。御先手組頭も兼ねている。盗賊捕縛の容赦ないやり口から、「鬼」と恐れられている。老中に取り入ろうとしていると評判。
中山格之助
火附盗賊改、召取同心。気弱な性格。
脇田治五平
火附盗賊改の同心。同心の中では最年長。長谷川の信頼も篤いらしい。寄場の監視（閑職）を任されている。槍の名手で、左門が槍を始めたのは、過去に脇田に負けたことがきっかけ。
前田・大塚
火附盗賊改同心。3件の押し込みの調査を担当する。

### その他
松平定信
老中。白河藩主。逼迫する財政状況を回復させんと、自ら麦飯・一汁一菜を守り通し、倹約ぶりを示している。
倉橋格
駿河松平公に仕える江戸詰めの用人。恋川春町の名で黄表紙を多く手掛けた。病で長患いの末に亡くなったとされているが、前日に定信から呼び出しを受けており、その後には蔦屋とも対面しており、おそらく定信から自害を促されたと推測される。
通用亭徳成
栃木で小間物を扱っている釜屋という店の跡継ぎ。狂歌をたしなんでおり、江戸へ商いに来る度に、歌麿が関わる連に顔を出している。本も数冊出している。歌麿より11歳年下で、身内同然の存在。

## だましゑシリーズ
『おこう紅絵暦』以降は特記のない限り『オール讀物』に掲載された。
| タイトル     | 書誌情報 | 収録作・初出 | 収録作・初出 |
| ------------ | --- | --- | --- |
| だましゑ歌麿 | 1999年4月30日発行、文藝春秋 ISBN 4-16-318480-52002年6月30日発行、文春文庫 ISBN 4-16-716409-4（巻末解説：寺田博）                                                                 | 『週刊文春』1998年11月13日号 - 1999年11月19日号連載 | 『週刊文春』1998年11月13日号 - 1999年11月19日号連載 |
| 京伝怪異帖   | 2000年6月10日発行、中央公論新社 ISBN 4-12-003004-02003年10月発行、講談社文庫 ISBN 4-06-273865-1（上巻） ISBN 4-06-273879-1（下巻）2009年7月発行、文春文庫 ISBN 978-4-16-716413-3 | - 天狗髑髏 - 地獄宿 - 生霊変化 - 悪魂 - 神隠し | 『読売新聞夕刊』 1999年3月1日 - 2000年1月22日連載 |
| おこう紅絵暦 | 2003年2月発行、文藝春秋 ISBN 4-16-321620-02006年3月10日発売、文春文庫 ISBN 4-16-716411-6（巻末解説：諸田玲子）                                                                   | - 願い鈴（2000年3月号） - 神懸かり（2000年10月号） - 猫清（2000年12月号） - ばくれん（2001年2月号） - 迷い道（2001年5月号） - 人喰い（2001年8月号）               | - 退屈連（2001年10月号） - 熊娘（2002年1月号） - 片腕（2002年3月号） - 耳打ち（2002年5月号） - 一人心中（2002年7月号） - 古傷（2002年10月号）                       |
| 春朗合わせ鏡 | 2006年1月5日発行、文藝春秋 ISBN 4-16-324580-42009年1月発行、文春文庫 ISBN 978-4-16-716412-6（巻末解説：ペリー荻野）                                                              | - 女地獄（2003年11月号・12月号） - 父子道（2004年4月号・5月号） - がたろ（2004年8月号） - 夏芝居（2004年10月号・11月号）                                          | - いのち毛（2005年2月号・3月号） - 虫の目（2005年6月号） - 姿かがみ（2005年9月号・10月号）                                                                          |
| 蘭陽きらら舞 | 2009年3月10日発行、文藝春秋 ISBN 978-4-16-327950-32011年9月2日発行、文春文庫 ISBN 978-4-16-716416-4                                                                              | - きらら舞（2006年10月号） - はぎ格子（2006年12月号） - 化物屋舗（2007年2月号） - 出で湯の怪（2007年4月号） - 西瓜小僧（2007年6月号） - 連れトンボ（2007年8月号） | - たたり（2007年10月号） - つばめ（2007年12月号） - 隠れ唄（2008年2月号・4月号） - さかだち幽霊（2008年6月号） - 追い込み（2008年8月号） - こうもり（2008年11月号） |
| 源内なかま講 | 2011年5月15日発行、文藝春秋 ISBN 978-4-16-380450-72013年9月10日発行、文春文庫 ISBN 978-4-16-716417-1（巻末解説：門井慶喜）                                                       | - 打ち水（2009年4月号） - 源内焼（2009年8月号） - 船幽霊（2009年9月号） - 鬼ヶ島（2009年11月号） - でれすけ（2009年12月号）                                       | - 香具若衆（2010年4月号） - 玉櫛笥（2010年5月号） - 屋島のたぬき（2010年8月号） - 手長（2010年10月号） - 厄介講（2010年11月号・12月号）                             |
| かげゑ歌麿   | 2013年7月25日発行、文藝春秋 ISBN 978-4-16-382360-7 | - さやゑ歌麿（2011年11月号） - かげゑ歌麿（2012年11月号） - 判じゑ歌麿（2013年6月号）                                                                             | - さやゑ歌麿（2011年11月号） - かげゑ歌麿（2012年11月号） - 判じゑ歌麿（2013年6月号）                                                                               |

## テレビドラマ
第1作『だましゑ歌麿』がテレビ朝日系列にて2009年9月12日21:00 - 23:06 (JST)に放送されて以降、2012年、2013年、2014年に続編が放送されている。主人公の喜多川歌麿を演じる水谷豊は17年ぶりの時代劇出演となる。
北町奉行・初鹿野信興は登場せず、長谷川平蔵がその役を兼ねるため、結末は原作と多少異なる。

### レギュラーキャスト
- 喜多川歌麿 - 水谷豊
- 仙波一之進 - 中村橋之助
- おりよ（第1作）・おこう - 鈴木杏樹
- 春朗（葛飾北斎） - 原田龍二
- 志乃（吉原の料亭・鶴亀の女将） - 萬田久子
- 蔦屋重三郎 - 岸部一徳
- 長谷川平蔵 - 古谷一行（第3作まで）
- 平賀源内 - 笹野高史（第3作より）
- 松平定信 - 梅沢富美男（第3作より）

- 彦市（仙波の配下の小者） - 金子貴俊
- 行麿 - 山中崇史
- 白河松平家重役 - 西田健
- 佐野平太郎 - 島田順司
- 語り - 小宮悦子（第1作）、夏木マリ（第2作より）

### ゲスト出演者

#### 第1作『だましゑ歌麿』
- 菊弥 - 山本太郎
- 安井才蔵 - 田中実
- 平沢常富 - 小野武彦
- 近江屋手代 芳太郎 - 片桐竜次
- 江ノ島の旅籠の使用人 - 大島蓉子
- 安井にお茶を注ぐ同心 - 小野哲平
- 茶屋の娘 - 多岐川華子
- 刺客 - 福本清三
- 中山格之助 - 保坂尚希
- 一心和尚 - 藤田まこと
- おもん（一之進の母） - 市原悦子

#### 第2作『だましゑ歌麿II』
- お妙 - 内山理名
- 蘭陽 - 染谷将太
- 高山 - 梶原善
- 武蔵屋喜太郎 - 甲本雅裕
- 源兵衛 - 本田博太郎
- 定吉 - デビット伊東
- 松平主計介 - 渡辺いっけい
- 鶴田忍
- 堀部圭亮
- 土屋裕一
- 川藤幸三
- 吉井怜

#### 第3作『だましゑ歌麿III』
- おゆう - 南沢奈央
- 島田銀兵衛 - 寺島進
- 村井順之介 - 鶴見辰吾
- おしげ - 谷村美月
- 片桐主税 - 六平直政
- 小野真弓
- 竜川剛

#### 第4作『だましゑ歌麿IV』
- お恭 - 田中美里
- 次郎吉 - 河相我聞
- おゆう - 南沢奈央
- 音羽の作太郎 - 渡辺大
- 近江屋孫兵衛 - でんでん
- マギー
- 三津谷葉子
- 真野恵里菜
- 映美くらら
- 工藤俊作
- 重田千穂子
- ひがし由貴
- 森下能幸
- 市川勇
- 山内としお
- 花田昇太朗

### 放送日程
| 話数  | 放送日        | タイトル        | 原作         | 脚本 | 演出 |
| ----- | ------------- | --------------- | ------------ | ---- | ---- |
| 第1作 | 2009年9月12日 | だましゑ歌麿    | だましゑ歌麿 |      |      |
| 第2作 | 2012年9月15日 | だましゑ歌麿II  | さやゑ歌麿   |      |      |
| 第3作 | 2013年7月27日 | だましゑ歌麿III | かげゑ歌麿   |      |      |
| 第4作 | 2014年9月06日 | だましゑ歌麿IV  |              |      |      |

### オールスタッフ
- 脚本：古田求
- 音楽：池頼広
- 監督：吉川一義
- 美術協力：アダチ版画研究所
- 錦絵制作：京都嵯峨芸術大学古画研究工房、ふがく工房 (1)
- タイトル：マリンポスト
- 殺陣：二家本辰巳 (1)、上野隆三 (2-)
- 特技：ジャパンアクションエンタープライズ (1.2)、宍戸大全軍団 (1)
- 技術協力：IMAGICAウェスト
- チーフプロデューサー：田中芳之（テレビ朝日） (2.3)→桑田潔（テレビ朝日） (4)
- プロデューサー：島川博篤（テレビ朝日）、船津浩一（テレビ朝日）、田中浩三（松竹）、三好英明（松竹）、渡邊竜（松竹）、永井準哉（松竹）
- 製作協力：松竹京都撮影所
- 製作：テレビ朝日、松竹